# Andrea Levy (écrivaine)
Pour les articles homonymes, voir Andrea Levy et Lévy.
Andrea Levy, née le 7 mars 1956 à Londres et morte le 14 février 2019, est une écrivaine britannique.

## Biographie
Ses parents émigrent de Jamaïque : son père en 1948 et sa mère peu après. Andrea Levy grandit dans le quartier populaire de Highbury. Elle fait des études et obtient un diplôme en design textile et de tissage. Elle travaille ensuite comme assistante-costumière à la BBC et au Royal Opera House puis fonde avec son mari une entreprise de graphisme.
Après la mort de son père, elle se lance dans l'écriture afin de se mettre en quête des racines de ses origines. En partie autobiographie, Every Light in the House Burnin′, son premier roman, paraît en 1994 et retient l'attention de la critique. Lauréat de plusieurs prix littéraires, Hortense et Queenie (Small Island), publié en 2004, raconte le destin de quatre personnages issus, comme les parents de l'auteur, de la diaspora jamaïcaine qui émigre en Angleterre pendant l'après-guerre. Une si longue histoire (The Long Song), paru en 2010, évoque par le truchement d'une vieille femme les conditions inhumaines de l'esclavage sur une plantation jamaïcaine de canne à sucre au début du XIXe siècle.

## Œuvre

### Romans
- Every Light in the House Burnin′ (1994)
- Never Far from Nowhere (1996)
- Fruit of the Lemon (2007)
- Small Island (2004) Publié en français sous le titre Hortense et Queenie, traduit par Frédéric Faure, Paris, Éditions Quai Voltaire, 2006, 444 p.  (ISBN 2-7103-2813-5)
- The Long Song (2010) Publié en français sous le titre Une si longue histoire, traduit par Cécile Arnaud, Paris, Éditions Quai Voltaire, 2010, 342 p.  (ISBN 978-2-7103-3161-2)

### Recueil de textes
- Six Stories and an Essay (2014)

## Prix et distinctions
- 2004 : Orange Prize for Fiction, pour Hortense et Queenie (Small Island)
- 2004 : Whitbread Book Award, pour Hortense et Queenie (Small Island)[3]
- 2005 : Commonwealth Writers' Prize (en), pour Hortense et Queenie (Small Island)
- 2011 : Prix Walter Scott, pour Une si longue histoire (The Long Song)